# Liste der Naturdenkmale in Mittenaar
Die Liste der Naturdenkmale in Mittenaar nennt die auf dem Gebiet der Gemeinde Mittenaar gelegenen Naturdenkmale. Sie sind bei der unteren Naturschutzbehörde des Lahn-Dill-Kreises (Abteil Umwelt, Natur und Wasser) eingetragen.
| Bild            | Bezeichnung                             | Ortsteil, Lage                              | Beschreibung                                                                                         | Art        | Nr. |
| --------------- | --------------------------------------- | ------------------------------------------- | --- | ---------- | --- |
| Fotos hochladen | Alte Burg Ballersbach                   | Ballersbach 50° 40′ 19,9″ N, 8° 22′ 54,8″ O | Felskuppe aus Tonschiefer, Kieselschiefer und Grauwacke.                                             | Felskuppe  | 108 |
| Fotos hochladen | Brunnenlinde Bellersdorf                | Bellersdorf 50° 40′ 13,6″ N, 8° 25′ 39,4″ O | Landschaftsprägender, etwa 400 Jahre alter Baum mit gewaltiger Krone. 25 m hoch, 5,60 m Stammumfang. | Einzelbaum | 6   |
| Fotos hochladen | Dicke Eiche unter der Warth Ballersbach | Ballersbach 50° 40′ 55″ N, 8° 21′ 16″ O     | Stieleiche. 19,5 m hoch, 4,85 m Stammumfang.                                                         | Einzelbaum | 50  |
| Fotos hochladen | Dreikaiserlinde von 1888 Offenbach      | Offenbach 50° 41′ 56,9″ N, 8° 24′ 48,9″ O   | 16 m hoch, 1,90 m Stammumfang.                                                                       | Einzelbaum | 79  |
| Fotos hochladen | Friedenslinde von 1871 Offenbach        | Offenbach 50° 41′ 56,9″ N, 8° 24′ 49,3″ O   | 18 m hoch, 2,50 m Stammumfang.                                                                       | Einzelbaum | 78  |
| Fotos hochladen | Hainbuche Ballersbach                   | Ballersbach 50° 40′ 41,7″ N, 8° 20′ 25,8″ O | 7 m hoch, 2 m Stammumfang.                                                                           | Einzelbaum | 109 |
| Fotos hochladen | Linde „Lennebemche“ Bicken              | Bicken 50° 41′ 22,8″ N, 8° 23′ 10,3″ O      | Winterlinde mit bis zum Boden hängender Krone. 18 m hoch, 2,70 m Stammumfang.                        | Einzelbaum | 53  |
| Fotos hochladen | Müncheiche Bicken                       | Bicken 50° 39′ 59,5″ N, 8° 23′ 51,1″ O      | Nach dem Förster Münch benannte Eiche. 25 m hoch, 2,25 m Stammumfang.                                | Einzelbaum | 54  |
| Fotos hochladen | Steinbruch Benner Offenbach             | Offenbach 50° 41′ 54,7″ N, 8° 23′ 54,9″ O   | Steinbruch, erdgeschichtliche Bedeutung.                                                             | Steinbruch | 131 |